# Качулата потапница
Качулатата потапница (Aythya fuligula) е представител на семейство Патицови, разред Гъскоподобни, със средни размери и плътно набито телосложение. Тежи между 500 и 1400 g. Дължина на тялото 40–47 cm, размах на крилете около 72 cm. Изразен полов диморфизъм. Плува и се гмурка добре, като се задържа под водата средно за около 30-40 s. Излита тежко, лети стремително и шумно.

## Разпространение
Сравнително широко разпространена в Европа и Азия, среща се и в България. Типична прелетна птица. Зимува в южните части на Европа, Азия и в северна Африка. Обитава сладководни езера, блата или бавно течащи реки, гъсто обрасли с водна растителност. Често срещана е в делтите на големи реки.

## Начин на живот и хранене
Храни се предимно с животинска храна: дребни мекотели, личинки на насекоми, ракообразни, дребна риба. Търси храната си обикновено на дълбочина до 3–4 m, но понякога се гмурка и до 14 m.

## Размножаване
Моногамна птица. Двойките се образуват през зимата. За гнездене избира обширни езера или други водоеми. Гнездото си построява винаги в непосредствена близост до водата, често пъти на малки островчета или купчини стара тръстика. Снася от 3 до 20 мръсно зеленикави яйца с размери 59 х 41 mm и маса средно 56 g. Мъти 23–28 дни, само женската. Малките се излюпват достатъчно развити за да могат да се придвижват и хранят самостоятелно.

## Допълнителни сведения
Ловен обект на територията на България.